# Katarina Barrling
Maria Katarina Teresia Barrling, tidigare Barrling Hermansson, född 1 november 1969 i Borlänge, är en svensk statsvetare. Barrling är docent i statsvetenskap vid Uppsala universitet. Där har hon forskat om förändrade förutsättningar för partigrupperingar i Sveriges riksdag. Hon är verksam som forskare och seniorkonsult vid Institutet för personal- och företagsutveckling (IPF).

## Uppväxt
Barrling är uppväxt i Borlänge med sin mamma under mycket fattiga förhållanden, och utan sin far som kom från Ungern.:1h20s36s

## Arbetsliv
Barrling har arbetat som riksdagstjänsteman som föredragande i arbetsmarknadsutskottet.
Barrling disputerade 2004 på en studie om svenska riksdagspartiers självbilder och partikulturer. År 2005 skrev hon boken Akademisk frihet i praktiken: en rapport om tillståndet i den högre utbildningen, en undersökning om akademisk frihet för Högskoleverket.
Hon har medverkat i Sveriges Radio och Sveriges Television, bland annat i programmet P1 om makt, en samsändning mellan Sveriges Radio och Sveriges Televisions SVT Forum. Hösten 2014 kommenterade Barrling i de åtta avsnitten av SVT:s programserie Nyfiken på partiledaren, i de sex första av åtta avsnitt av Utfrågningen, där partiledare och språkrör intervjuades inför valet till riksdagen, i SVT:s "Slutdebatten" samt under SVT:s valvaka med mera.
I november 2013 skrev Barrling en uppmärksammad debattartikel i Dalarnas Tidningar, med budskapet att ohederlig debatteknik kortsluter den offentliga debatten. Hon hävdade att debatten saknar den idé som inom vetenskapsteorin brukar kallas generositetsprincipen.
Barrling ingår i redaktionsrådet för tidskriften Axess magasin och hos Kvartal. Sedan februari 2023 är hon också krönikör i Axess.
Hon har medverkat i radioprogrammet Spanarna och från januari 2017 med krönikor i Godmorgon världen.
2022 publicerades boken Saknad, som hon skrivit tillsammans med Cecilia Garme. Två år senare gav Barrling ut Världens mest protestantiska land. Båda böckerna nominerades till Stora fackbokspriset.

## Övrigt
Sedan 2022 är Barrling proinspektor vid Västmanlands-Dala nation i Uppsala.